# 茨城むつみ農業協同組合
茨城むつみ農業協同組合（いばらきむつみ のうぎょうきょうどうくみあい）は、茨城県猿島郡境町に本所を置く農業協同組合である。

## 概要
猿島郡境町、五霞町、古河市、坂東市（猿島地区）が管轄の範囲である。1994年（平成6年）2月1日に茨城県猿島郡を主体とする境町農業協同組合、五霞村農業協同組合、古河市農業協同組合、総和町農業協同組合、三和町農業協同組合、猿島町農業協同組合の合併により成立した。

## 店舗
- 本店 - 茨城県猿島郡境町長井戸23
- 境地区（境町） - 境支店
- 五霞地区（五霞町） - 五霞支店
- 古河地区（古河市） - 古河支店
- 総和地区（同） - 総和支店
- 三和地区（同） - 三和支店
- 猿島地区（坂東市） - 猿島中央支店

## 組合員数
- 合計 10,970人
  - 正組合員 8,262人
  - 准組合員 2,708人

※平成24年1月現在

## 事業規模
- 出資金 20億7500万円